# Macromckenziea anceps
Macromckenziea anceps is een mosselkreeftjessoort uit de familie van de Macrocyprididae. De wetenschappelijke naam van de soort is voor het eerst geldig gepubliceerd in 1942 door Rome.